# Brachyscleroma choui
Brachyscleroma choui là một loài tò vò trong họ Ichneumonidae.